# MD Data

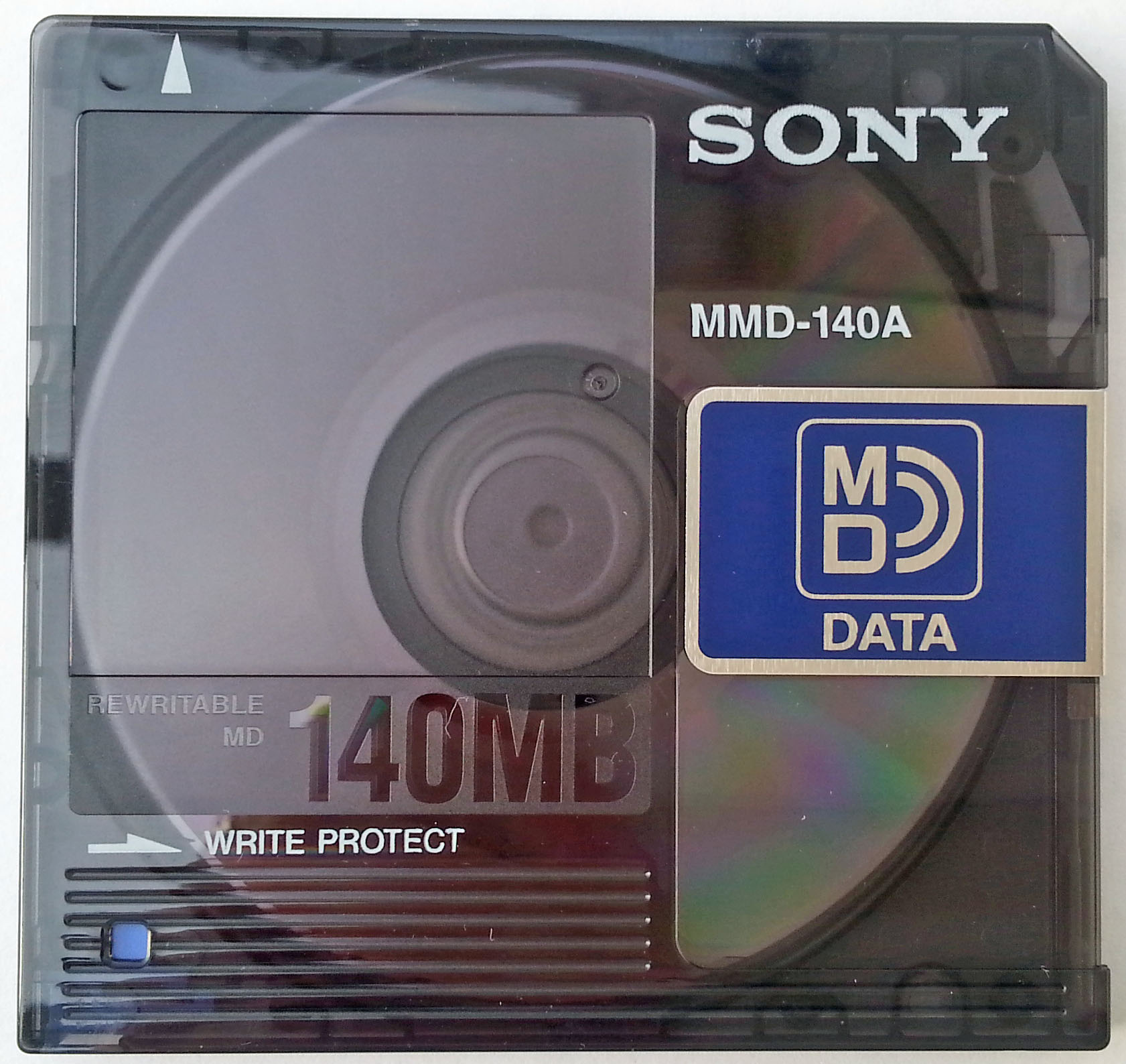
Un MD Data

L'MD Data è una tipologia standardizzata di disco magneto-ottico progettata per contenere video digitale, audio digitale, fotografie digitali e software. È quindi anche una tipologia standardizzata di supporto video, di supporto audio, di supporto fotografico e di supporto informatico.
L'MD Data è stato sviluppato e standardizzato dalla Sony partendo dal MiniDisc, ed è stato commercializzato a partire dal 1993. Evoluzione dell'MD Data è l'Hi-MD, commercializzato a partire dal 2004.

## Descrizione
L'MD Data è un supporto di informazione removibile. Considerato come supporto informatico, è un supporto di memoria ad accesso misto, a lettura e scrittura e riscrivibile. Il disco magneto-ottico dell'MD Data è alloggiato in un contenitore di plastica rettangolare. Tale contenitore misura 68 × 72 × 5 millimetri e ha come scopo quello di proteggere il disco magneto-ottico da danneggiamenti accidentali e dalla sporcizia. La versione originale dell'MD Data è in grado di memorizzare 140 MB. La versione migliorata dell'MD Data è in grado di memorizzare 650 MB.

## Mercato
L'MD Data ha avuto un successo commerciale molto limitato. A partire dalla seconda metà degli anni Novanta del secolo scorso, con l'abbassamento del prezzo dei masterizzatori di CD-R, è iniziato il progressivo declino commerciale dell'MD Data. Rispetto all'MD Data, il CD-R offriva infatti una capacità di memorizzazione molto superiore. La Sony è corsa ai ripari sviluppando, e a partire dal 1997 commercializzando, una versione dell'MD Data in grado di offrire una capacità di memorizzazione simile a quella del CD-R. Ma non è riuscita a contrastare il grande successo commerciale del CD-R nonostante un vantaggio, non di poco conto, a favore dell'MD Data: l'MD Data è un supporto di memoria riscrivibile mentre il CD-R è un supporto di memoria WORM (cioè scrivibile una sola volta). A suo favore il CD-R aveva invece un prezzo più contenuto. Con l'avvento del CD-RW, commercializzato a partire dal 1997, è iniziato il definitivo declino commerciale dell'MD Data. Concorrenti dell'MD Data sono stati anche lo Zip, il Floptical, il SuperDisk e l'HiFD.